# Вопрос о непрофессиональном анализе
«Вопрос о непрофессиональном анализе» (нем. Die Frage der Laienanalyse; подзаголовок: «Беседы с судьёй» (нем. Unterredungen mit einem Unparteiischen)) — работа Зигмунда Фрейда, опубликованная в «Internationaler Psychoanalytischer Verlag» в 1926 году. В ней отстаивается право людей, не являющихся врачами, непрофессионалов быть психоаналитиками. Работа была написана в ответ на предъявление венскими властями обвинительного заключения «непрофессиональному» психоаналитику Теодору Рейнаху. В итоге дело было закрыто, а Рейнах оправдан.